# نورت کریک (نیویورک)
نورت کریک (به انگلیسی: North Creek) یک منطقهٔ مسکونی در ایالات متحده آمریکا است که در شهرستان وارن، نیویورک واقع شده‌است.